# Вадо Канале (Рим)
Вадо Канале је насеље у Италији у округу Рим, региону Лацио.
Према процени из 2011. у насељу је живело 200 становника. Насеље се налази на надморској висини од 651 м.